# Erythraenus
Erythraenus is een kevergeslacht uit de familie van de boktorren (Cerambycidae). De wetenschappelijke naam van het geslacht werd voor het eerst geldig gepubliceerd in 1875 door Bates.

## Soorten
Erythraenus is monotypisch en omvat slechts de volgende soort:
- Erythraenus borneensis Bates, 1875